# Медресе Ходжаш Махрам
Медресе Ходжаш махрам (или медресе Ходжашах махрам) — памятник архитектуры в городе Хива Хорезмской области Республики Узбекистан. Сегодня медресе находится по адресу махаллинский комитет «Ичан Кала», улица Пахлавона Махмуда, дом 11. Он был построен в 1839 году Ходжашахом Махрамом рядом с мавзолеем Пахлавона Махмуда на территории Ичан-Кала.
4 октября 2019 года постановлением Кабинета Министров Республики Узбекистан медресе Ходжаш махрам было включено в национальный список объектов недвижимости материального культурного наследия и взято под государственную охрану. В настоящее время государственный музей-заповедник «Ичан-Кала» является государственной собственностью на праве оперативного управления.

## История
Медресе Ходжаш махрам рассчитанное на 30 учеников, была построена 1839—1840 годах во времена правления Оллокулихана в Хивинском ханстве, на средства начальника таможни Ходжашаха Махрама. В основном он предоставляет религиозные и светские знания. Тем не менее, это медресе также предназначалось для обучения таможенников, что было желанием Ходжаша Махрама. Ходжаш Махрам, обычный иранский раб, дослужившийся до должности начальника таможни и разбогатевший, пожертвовал 1784 танаба (715 гектаров) земли из своей личной собственности в качестве вакфа для снабжения медресе. Видя храбрость и предприимчивость Ходжаша Махрама, Мухаммад Рахимхан дал ему высокие должности. Слово «махрам» означает ближайшего родственника, которые не могут вступать в брак друг с другом. Также считается словом, обозначающим значения «частный служащий» и «внутренний служащий». Махрамы Хивинского ханства работали непосредственными советниками хана в государственном управлении, они делятся на внешних и внутренних махрамов.
В настоящее время в медресе действует школа резьбы по дереву.

## Стиль строительства
Медресе прямоугольной формы, одноэтажное, с общей площадью 21×19,5 м. Головной фасад крытый (высота 7,5 м), с купольной крышей, с обеих сторон двора расположены помещения, в обоих углах есть цветочные букеты. Площадь двора 11,8×11,8 м, класс (3,8х3,8 м) в северо-восточном углу немного выдвинут наружу. Двухэтажный купольный дворец за крышей ведет во внутренний двор. Стиль здания выполнен из кирпича, только головной фасад, крыша и минарет украшены цветочными букетами, бордюрами «дандана» и загадочными изразцами.